# Anto Bandov
Anto Bandov (Osijek, 13. ožujka 1961.), književnik.
Školovao se u Belom Manastiru i Osijeku, gdje je na Pedagoškom fakultetu Sveučilišta J. J. Strossmayera diplomirao hrvatski jezik i književnost 1989. godine. U vrijeme studija obnašao je dužnost jednoga od urednika u časopisu za književnost i kulturu Rijek. Prozne, esejističke i druge radove objelodanjivao u hrvatskoj periodici. Godine 1984. pripala mu je nagrada na kratku priču riječkog časopisa Kult. Godine 1992. bio je glavni i odgovorni urednik Hrvatskog radija Baranja s privremenim sjedištem u Osijeku. (dt)
Bibliografija: Naši ljudi i godine rata, svjedočenja, Osijek, 1996.